# Rob Oakley
Rob Oakley (nascido em 18 de abril de 1962) é um ginete paralímpico australiano que tem distrofia muscular. Representou a Austrália pela primeira vez em 2005 e, naquele mesmo ano, terminou em primeiro lugar no Derby Internacional do Reino Unido e em segundo lugar no Festival Internacional de Adestramento de Hartpury. Oakley foi aos Jogos Paralímpicos de Verão de 2012, realizados em Londres.

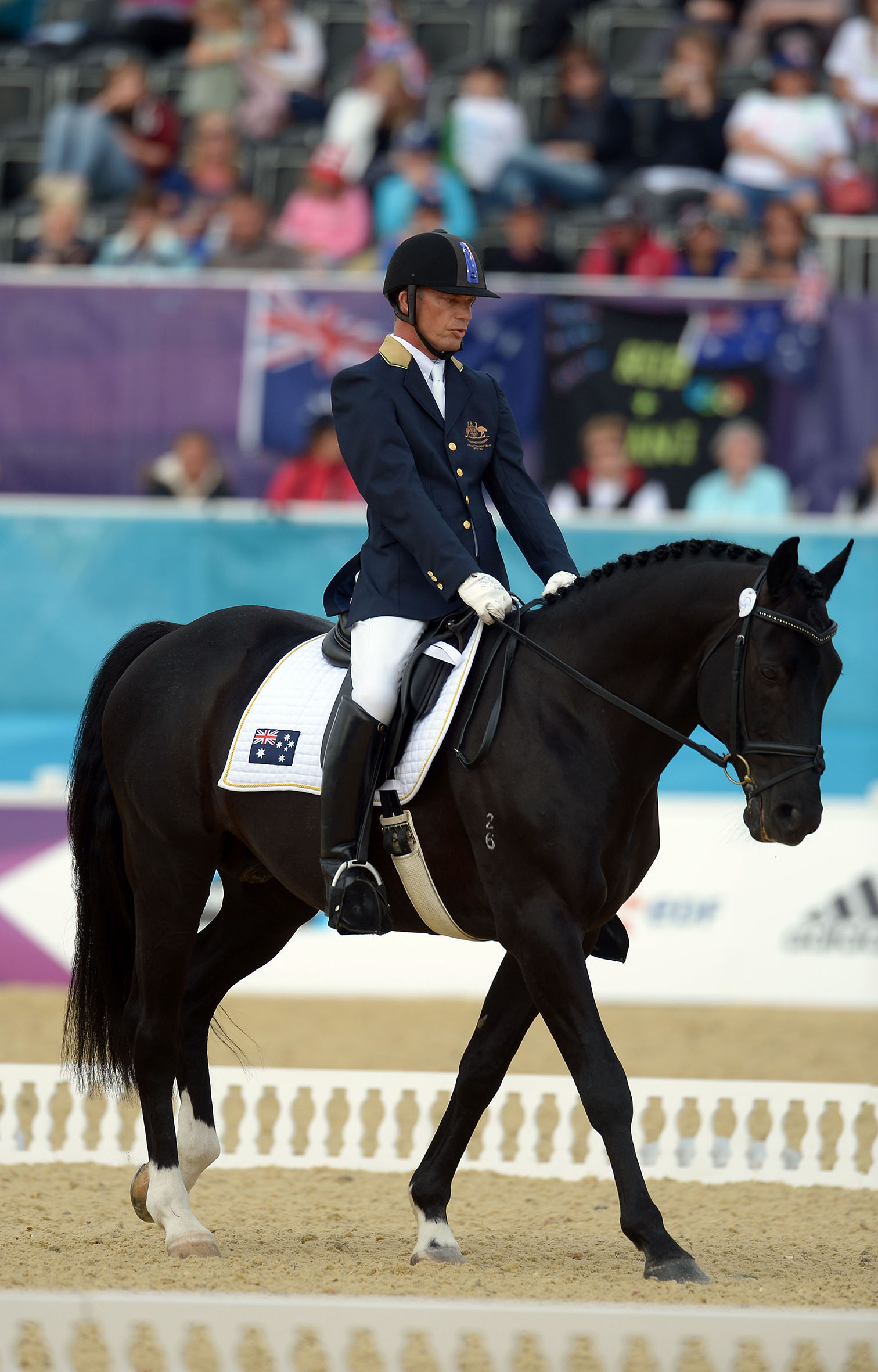
Oakley durante a Paralimpíada de Londres, em 2012.